# یوهان پیتر هولتسمارک
یوهان پیتر هولتسمارک (انگلیسی: Johan Peter Holtsmark; ۱۳ فوریهٔ ۱۸۹۴ – ۱۰ دسامبر ۱۹۷۵ (۸۱ سال)) دانشمند در زمینه فیزیک اهل نروژ بود.